# James Trotter (Tennisspieler)
James Kent Trotter (japanisch トゥロター ジェームズ ケント; * 29. Juli 1999 in Nishinomiya) ist ein japanischer Tennisspieler.

## Karriere
Auf der ITF Junior Tour trat er nur sehr selten in Erscheinung. Sein einziges Grand-Slam-Turnier spielte er in Wimbledon, sowohl im Einzel als auch im Doppel, wo er jeweils früh ausschied. Mit drei Einzel- und vier Doppeltiteln auf unterklassigen Turnieren kam er bis Platz 86 der Junioren-Rangliste.
Seit 2018 studiert Trotter an der Ohio State University, wo er auch College Tennis spielt. Im Jahr 2023 wurde er dort zum All-American im Einzel und Doppel gewählt, nur ein Match im Einzel verlor er in dieser Saison. 2024 wird er seinen Abschluss machen.
Profiturniere spielt Trotter seit 2022 häufiger. Auf der drittklassigen ITF Future Tour gewann er in diesem Jahr den ersten Einzeltitel und die ersten drei Doppeltitel. Bei Challenger-Turnieren sorgte er das erste Mal 2021 für Aufsehen, als er auf der Anlage seiner Hochschule in Columbus das Endspiel im Doppel erreichte. Auch im Einzel gewann er erste Matches auf diesem Niveau, der erste größere Erfolg gelang ihm 2023 in Granby, als er aus der Qualifikation heraus das Halbfinale erreichte. Dabei besiegte er mit Thanasi Kokkinakis, der Nummer 88 der Welt, erstmals einen Spieler der Top 100. Ebenfalls 2023 kam er in Columbus zu seinem ersten Challenger-Titel im Doppel, den er mit seinem Kommilitonen Robert Cash gewann.

## Erfolge
| Legende (Anzahl der Siege) |
| Grand Slam                 |
| ATP Finals                 |
| ATP Tour Masters 1000      |
| ATP Tour 500               |
| ATP Tour 250               |
| ATP Challenger Tour (8)    |

### Einzel

#### Turniersiege
| Nr. | Datum            | Turnier         | Belag     | Finalgegner         | Ergebnis  |
| --- | ---------------- | --------------- | --------- | ------------------- | --------- |
| 1.  | 9. Juni 2024     | Tyler           | Hartplatz | Brandon Holt        | 6:2, 7:63 |
| 2.  | 3. November 2024 | Charlottesville | Hartplatz | Nishesh Basavareddy | 6:3, 6:4  |

### Doppel

#### Turniersiege
| Nr. | Datum              | Turnier      | Belag         | Partner           | Finalgegner                       | Ergebnis          |
| --- | ------------------ | ------------ | ------------- | ----------------- | --------------------------------- | ----------------- |
| 1.  | 23. September 2023 | Columbus (1) | Hartplatz (i) | Robert Cash       | Guido Andreozzi Hans Hach Verdugo | 6:4, 2:6, [10:7]  |
| 2.  | 3. Februar 2024    | Cleveland    | Hartplatz (i) | George Goldhoff   | William Blumberg Alex Lawson      | 6:70, 6:3, [10:8] |
| 3.  | 17. Februar 2024   | Cherbourg    | Hartplatz (i) | George Goldhoff   | Ryan Nijboer Niklas Schell        | 6:2, 6:3          |
| 4.  | 27. April 2024     | Shenzhen     | Hartplatz     | Yūta Shimizu      | Wang Aoran Zhou Yi                | 7:65, 7:64        |
| 5.  | 8. Juni 2024       | Tyler        | Hartplatz     | Hans Hach Verdugo | Andrés Andrade Abedallah Shelbayh | 7:63, 6:4         |
| 6.  | 21. September 2024 | Columbus (2) | Hartplatz (i) | Hans Hach Verdugo | Christian Harrison Ethan Quinn    | 6:4, 6:76, [11:9] |